# اسکات فیتزجرالد (بازیکن فوتبال، زاده ۱۹۶۹)
اسکات فیتزجرالد (انگلیسی: Scott Fitzgerald؛ زادهٔ ۱۳ اوت ۱۹۶۹) بازیکن فوتبال اهل بریتانیا است.
از باشگاه‌هایی که در آن بازی کرده‌است می‌توان به باشگاه فوتبال کولچستر یونایتد، باشگاه فوتبال برنتفورد، باشگاه فوتبال شفیلد یونایتد، باشگاه فوتبال میلوال، و باشگاه فوتبال ویمبلدون اشاره کرد.
وی همچنین در تیم‌های ملی فوتبال زیر ۲۱ سال جمهوری ایرلند و Republic of Ireland B national football team بازی کرده‌است.